# 葛飾北里
葛飾 北里（かつしか ほくり、安永元年〈1772年〉 - 文化11年12月29日〈1815年2月7日〉）とは、江戸時代の武士、浮世絵師。

## 来歴
葛飾北斎の門人。美濃国羽栗郡の郷士坂井弥左衛門の子として生まれる。幼名は主水兵衛。弥左衛門は病により職を辞し江戸下谷御徒町に移り住み、このとき主水兵衛も父とともに江戸に移る。やがて三十代前半のころ伝通院裏小石川柳町に住み、手習いの指南をした。文化3年（1806年）、深川で知人にいきなり斬りかかられ、斬り合いとなって相手は死亡し主水兵衛自身は不具となる。そののち浪人の身となり、書画の指南をして暮らした。このころすでに北斎門下として名を成していたという。文化年間に肉筆画を描き、「歯磨持芸者図」や「鰹売り」の作を残している。
文化5年10月、若狭国小浜藩酒井家に再仕官したが、主家が「酒井」であることに遠慮して以後は姓を井坂と改め、槙兵衛または信左衛門正明と名乗った。文化11年、京都堀川の小浜藩邸で在番中に死去、享年43。墓所は東京都文京区小日向の福勝寺、法名は浄誓。死後京都で葬られたが、のちに福勝寺に分骨された。

## 作品
- 「歯磨持芸者図」　紙本着色　妙修庵コレクション
- 「鰹売り」